# Anneliese Betschart
Anneliese Betschart, eigentlich Anna Luisa Betschart, (* 11. Mai 1930 in St. Gallen; † 24. Mai 1982 in Hamburg) war eine Schweizer Schauspielerin und Regisseurin. 
Sie absolvierte ihre Schauspielausbildung am Bühnenstudio Zürich – einer ihrer Ausbilder war Gustav Knuth. Sie hatte Engagements am Schauspielhaus Zürich (ab 1951), am Kleinen Theater Zürich (ab 1952) und am Sommertheater Winterthur (ab 1953), am Düsseldorfer Schauspielhaus (1966–1972), an den Städtischen Bühnen, Frankfurt am Main (1975–1980) und im Deutschen Schauspielhaus in Hamburg (1980–1982). Verheiratet war sie mit Pinkas Braun.

## Filmografie (Auswahl)
- 1954: Frühlingslied
- 1956: In allen Gassen wohnt das Glück (Oberstadtgass)
- 1957: Die Angst vor der Gewalt (Der 10. Mai)
- 1958: Es geschah am hellichten Tag
- 1959: Hast noch der Söhne ja...?
- 1959: SOS – Gletscherpilot
- 1961: Die Schatten werden länger
- 1968: Die Konvention Belzebir (Fernsehfilm)
- 1969: Opfer der Pflicht (Fernsehfilm)
- 1969: Adrienne Mesurat (Fernsehfilm)
- 1972: Der Fall